# Алье (Верхние Пиренеи)
Алье́ (фр. Allier, окс. Alièr) — коммуна во Франции, находится в регионе Юг — Пиренеи. Департамент — Верхние Пиренеи. Входит в состав кантона Семеак. Округ коммуны — Тарб.
Код INSEE коммуны — 65005.

## География

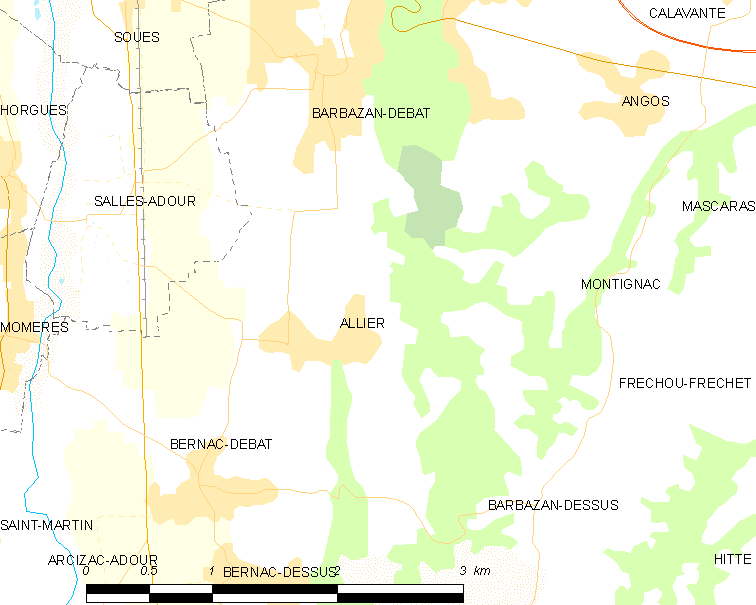
Карта коммуны

Коммуна расположена приблизительно в 660 км к югу от Парижа, в 120 км юго-западнее Тулузы, в 8 км к юго-востоку от Тарба.
Коммуна расположена в местности Бигорр. По территории коммуны проходит канал Аларик.

## Климат
Климат умеренно-океанический с солнечной тёплой погодой и обильными осадками на протяжении практически всего года.

## Население
Население коммуны на 2010 год составляло 379 человек.
| 1962 | 1968 | 1975 | 1982 | 1990 | 1999 | 2010 |
| ---- | ---- | ---- | ---- | ---- | ---- | ---- |
| 106  | 106  | 194  | 232  | 220  | 264  | 379  |

## Администрация
| Период | Период | Фамилия       | Партия | Примечания |
| ------ | ------ | ------------- | ------ | ---------- |
| 2001   | 2014   | Жан-Поль Байи |        |            |
| 2014   | 2020   | Мишель Сажу   |        |            |

## Экономика
В 2010 году среди 239 человек трудоспособного возраста (15-64 лет) 181 были экономически активными, 58 — неактивными (показатель активности — 75,7 %, в 1999 году было 72,8 %). Из 181 активных жителей работали 168 человек (90 мужчин и 78 женщин), безработных было 13 (4 мужчины и 9 женщин). Среди 58 неактивных 21 человек были учениками или студентами, 26 — пенсионерами, 11 были неактивными по другим причинам.